# ماء الهطول

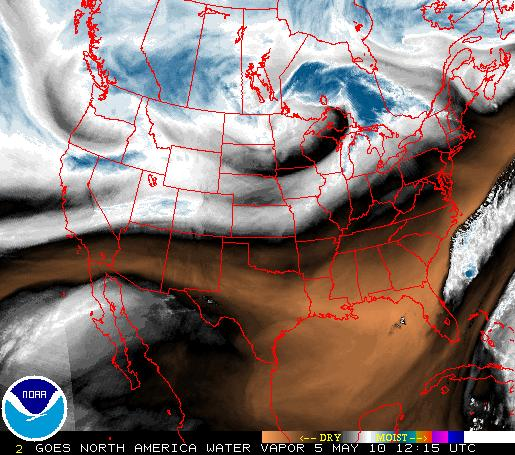

ماء الهطول هو عمق الماء في أحد أعمدة الغلاف الجوي في حالة هطول كل الماء الموجود في هذا العمود في صورة أمطار. ونظرًا لأن ماء الهطول يعرف بالعمق، فإنه يقاس بالميلليمتر أو البوصة.

## القياس
توجد تقنيات مختلفة لقياس ماء الهطول:
- يعتمد أحد أنواع القياس على قياس الإشعاع الشمسي في اثنين من الأطوال الموجية، أحدهما في شريط امتصاص الماء، والآخر في غير ذلك. ويتم تحديد عمود ماء الهطول باستخدام الإشعاعات في هذه الأشرطة ووفقًا لـ قانون بير-لامبرت.
- كما يمكن حساب ماء الهطول أيضًا من خلال دمج بيانات المسبار اللاسلكي (الرطوبة النسبية والضغط ودرجة الحرارة) على امتداد الغلاف الجوي كاملاً.
- ويمكن عرض البيانات على مؤشر الاستقرار-الحمل الحراري (Lifted-K). وتمثل الأرقام بوصات الماء كما هو مذكور أعلاه بالنسبة للموقع الجغرافي.
- وفي الآونة الأخيرة، شهدت الطرق التي تستخدم نظام تحديد المواقع العالمي تطورًا ملحوظًا.[1]

## وصلات خارجية
- Maurellis، A. N.؛ Lang، R.؛ van der Zande، W. J.؛ Aben، I.؛ Ubachs، W. (2000). "Precipitable water column retrieval from GOME data". Geophys. Res. Lett. ج. 27 ع. 6: 903–906. Bibcode:2000GeoRL..27..903M. DOI:10.1029/1999GL010897.
- Remote Sensing of Water Vapor From GPS Receivers نسخة محفوظة 30 نوفمبر 2023 على موقع واي باك مشين.